# Кузьмініт
Кузьмініт — мінерал ртуті, хімічна формула Hg2(Br,Cl)2,.

## Загальна характеристика
Утворює дрібні зерна та їх агрегати розміром до 2 мм, також порошкоподібні.
Фізичні властивості: твердість 1,5, мікротвердість 21 — 29 кг/мм² (в середньому 25 кг/мм²) при 20 г, густина не визначена через макроскопічну подібність до інших ртутних мінералів, середня розрахункова густина 7,1 г/см³, сильно анізотропний. Чітко розщеплений вздовж {100}, злам нерівномірний.
Оптичні властивості: безбарвний, білий, кремово-білий, сіруватий або жовтуватий, світло-коричнево-білий, блакитно-сірий, сіруватий від подряпин, блиск (зерна) діамантоподібний.
Хімічні властивості: Склад: Hg 74,46 %, Br 22,25 %, Cl 3,29 %. Він розчиняється в HCl лише після нагрівання, швидко розчиняється в царській горілці та чорніє під впливом KOH.

## Розповсюдження
Знайдено в Німеччині поблизу Ландсберга (біля Обермошеля) з шахти Кароліна. У Росії, на родовищі Арзак (Тувинська АРСР) разом з кордероїтом, кадирелітом, лаврентієвітом, еглестонітом та чистою ртуттю, а також на родовищі Кадирель (типова місцевість — вперше описана тут) на правому березі річки Оораш-Хем, притоки річки Баян-Коль, район Пій-Хем, Тува, Сибір у вигляді дрібних неправильних зерен розміром 0,3-0,5 мм, видовжених та зрощених, а також порошкоподібних агрегатів, разом з кордероїтом, кадирелітом, лаврентієвітом, еглестонітом та чистою ртуттю на кальцитових прожилках, що несуть первинну міжзернову ртутну мінералізацію.